# Пришиб (Баштанський район)
Приши́б — село в Україні, у Березнегуватській селищній громаді Баштанського району Миколаївської області. Населення становить 432 особи.

## Історія
Село Пришиб засноване 1837 року. 
17 липня 2020 року, в результаті адміністративно-територіальної реформи та ліквідації Березнегуватського району, село увійшло до складу Баштанського району.

## Населення

### Мова
Розподіл населення за рідною мовою за даними перепису 2001 року:
| Мова       | Відсоток |
| ---------- | -------- |
| українська | 91,44%   |
| румунська  | 3,70%    |
| російська  | 2,55%    |
| білоруська | 2,31%    |

## Відома особа
В селі народився Ярковий Петро Іванович (1923—2018) — учасник німецько-радянської війни, почесний громадянин Херсона.